# 1410-es évek
Évszázadok: 14. század · 15. század · 16. század
Évtizedek: 1360-as évek · 1370-es évek · 1380-as évek · 1390-es évek · 1400-as évek · 1410-es évek · 1420-as évek · 1430-as évek · 1440-es évek · 1450-es évek · 1460-as évek
Évek: 1410 · 1411 · 1412 · 1413 · 1414 · 1415 · 1416 · 1417 · 1418 · 1419

## Események és irányzatok
- Málta lakossága saját soraiból szervez Milíciát (id-Dejma) a sziget partjainak őrzésére

## A világ vezetői
- Zsigmond magyar király (Magyar Királyság) (1387–1437† ), (Német király) (1410–1433)